# Rafael Llorens Llorens
Rafael Llorens Llorens (Barcelona, 8 de julio de 1909 - 1989) fue un jugador de ajedrez español.

## Resultados destacados en competición
Fue una vez subcampeón de España. En el año 1944 por detrás del maestro internacional Antonio Medina García. Fue dos veces Campeón de Cataluña de ajedrez, en los años 1944 y 1946, y resultó subcampeón en una ocasión, en el año 1954.
En el año 1935 tuvo la oportunidad de jugar simultáneas contra dos Campeones del Mundo, el 27 de enero Alexander Alekhine jugó 13 simultáneas con control de tiempo en el Club de Ajedrez Barcelona, con el resultado de +10 = 3 -0, y Llorens en consulta con Francisco Carreras fueron unos de los perdedores. El 14 de diciembre José Raúl Capablanca jugó diez simultáneas con control de tiempo el Club de Ajedrez Barcelona, con el resultado de +9 = 0, -1, y Llorens fue el único capaz de vencer.